# Mimulus cardinalis
Mimulus cardinalis es una especie de planta perenne perteneciente a la familia Phrymaceae. Junto con otras especies en Mimulus sección Erythranthe, sirve como un sistema modelo para el estudio basado en el aislamiento reproductivo polinizador.

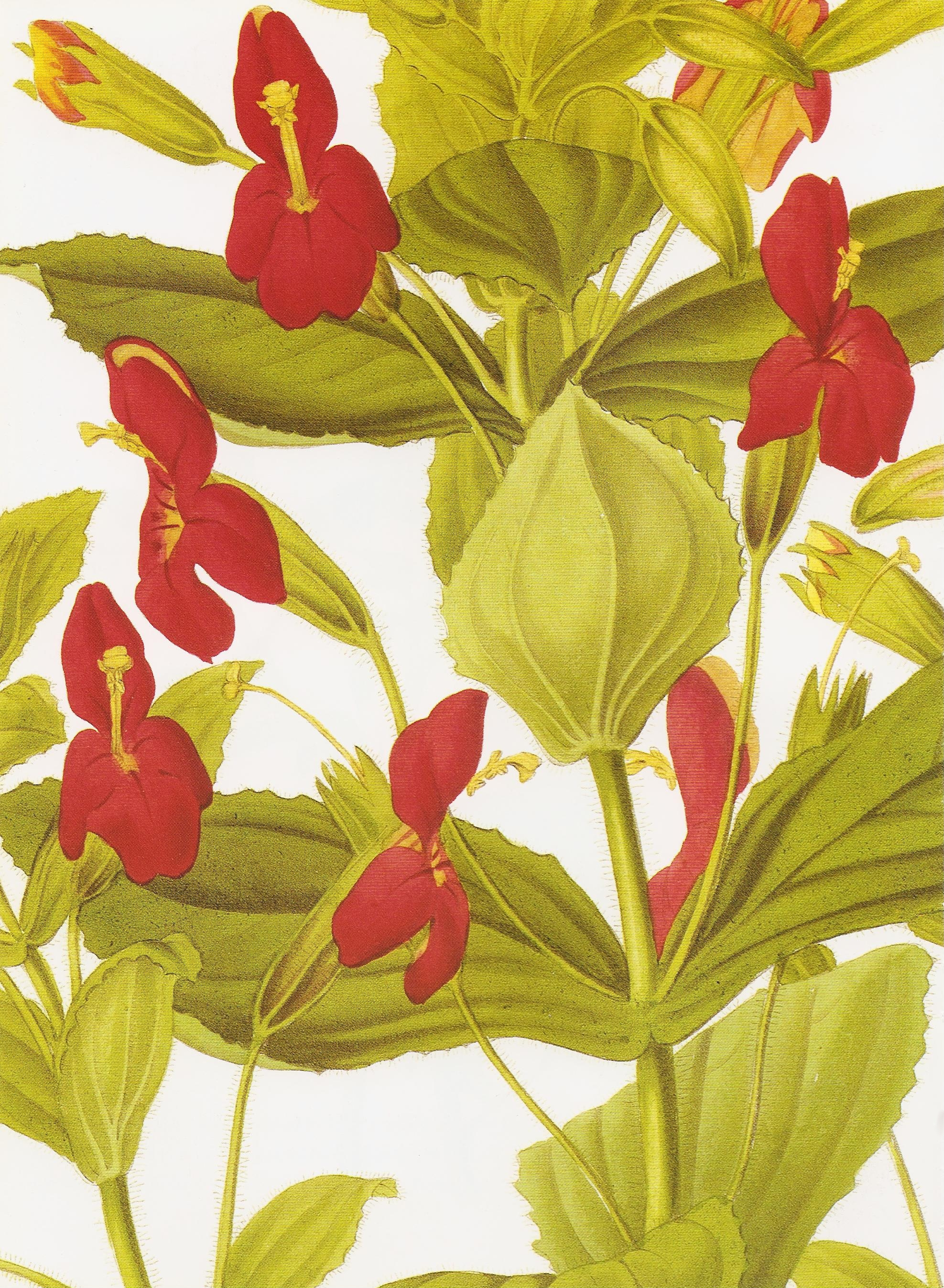
Ilustración de Miss S. A. Drake (fl. 1820s-1840s), de la Transactions of the Horticultural Society (1835).

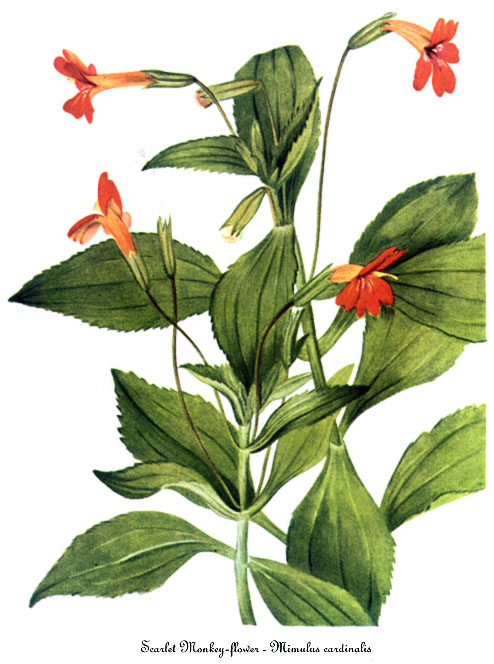
Ilustración

## Descripción
Se trata de una planta bastante grande, atractiva que lleva néctar de flores en flores de color rojo o naranja-rojo y hojas suaves dentadas. Es originaria de la costa oeste y suroeste de Estados Unidos y Baja California, y en general se encuentra a baja altura en áreas húmedas. Poblaciones ocasionales de flores amarillas de Mimulus cardinalis (que carecen de pigmentos de antocianina en sus corolas) se encuentran en la naturaleza.

## Cultivo
Mimulus cardinalis se cultiva en la horticultura comercial y está ampliamente disponible como una planta ornamental para: jardines tradicionales; paisaje natural, plantas nativas, y jardines de hábitat y varios tipos de proyectos comerciales y de agencias municipales de paisajes sostenibles. Los cultivares vienen en una gama de colores entre amarillo y rojo, incluyendo el "Santa Cruz Island variedad de Oro", recogido originalmente de la isla de Santa Cruz en la costa de California. 

## Polinización
Sus flores con gran carga de néctar atraen colibríes, que serven como el polen de superficie de transferencia entre las flores. En la zona donde se superpone con su especie hermana , Mimulus lewisii, el aislamiento reproductivo se mantiene casi exclusivamente a través de las preferencias de los polinizadores.

## Taxonomía
Mimulus cardinalis fue descrita por Dougl. ex Benth. y publicado en Scrophularineae Indicae 28. 1835.
Etimología
Mimulus: nombre genérico que proviene del latín mimus = "mimo" así como del griego mimos "imitador", por eso comúnmente se le suele llamar "flor de mono" debido al parecido de algunas especies con la forma de una cara de mono.
cardinalis: epíteto latíno que significa "de color rojo".
Sinonimia
- Mimulus cardinalis var. cardinalis